# 水酸化ゲルマニウム(II)
水酸化ゲルマニウム(II)(Germanium(II) hydroxide)は、あまり性質が調べられていない化合物で、化学式はGe(OH)2である。クレメンス・ヴィンクラーにより、1886年に初めて報告された。

## 性質と製法
例えば二酸化ゲルマニウムの酸性溶液を次亜リン酸で還元するか、二塩化ゲルマニウムを加水分解することによって生成するGeIIを含む溶液に塩基を加えると、白色または黄色の沈殿物として水酸化ゲルマニウム(II)が生成する。明確に化学量論的ではない初期の沈殿物は、GeO·xH2O、Ge(OH)2·xH2O、または大まかにGe(OH)2で表すことができる。水やアルカリにわずかに可溶で、過塩素酸にはあまり溶けないが、塩酸には溶ける。水酸化ナトリウムにより消化されると、茶色の不溶性化合物が得られる。これを真空中で乾燥すると、ほぼ(HGe)2O3の化学量論の茶色の自然発火性物質が生成する。赤外線スペクトルによると、(HGe)2O3は、ゲルマニウム-水素結合(Ge-H)を含む。